# Khargupur
Khargupur è una suddivisione dell'India, classificata come nagar panchayat, di 8.905 abitanti, situata nel distretto di Gonda, nello stato federato dell'Uttar Pradesh. In base al numero di abitanti la città rientra nella classe V (da 5.000 a 9.999 persone).

## Geografia fisica
La città è situata a 27° 22' 60 N e 81° 58' 60 E e ha un'altitudine di 109 m s.l.m..

## Società

### Evoluzione demografica
Al censimento del 2001 la popolazione di Khargupur assommava a 8.905 persone, delle quali 4.756 maschi e 4.149 femmine. I bambini di età inferiore o uguale ai sei anni assommavano a 1.455, dei quali 717 maschi e 738 femmine. Infine, coloro che erano in grado di saper almeno leggere e scrivere erano 4.247, dei quali 2.707 maschi e 1.540 femmine.